# Matrimonio a prima vista Italia (seconda edizione)
La seconda edizione del reality show Matrimonio a prima vista Italia è andata in onda in prima serata su Sky Uno dal 13 aprile al 18 maggio 2017 per dieci puntate con la presenza di tre esperti: Mario Abis (come sociologo), Nada Loffredi (come sessuologa) e Gerry Grassi (come psicoterapeuta), per il secondo anno consecutivo.

## I partecipanti
| Coppia | Coppia            | Età     | Professione          | Decisione Finale | Stato dopo sei mesi | Stato attuale |
| n°     | Sposi             | Età     | Professione          | Decisione Finale | Stato dopo sei mesi | Stato attuale |
| ------ | ----------------- | ------- | -------------------- | ---------------- | ------------------- | ------------- |
| 1      | Wilma Milani      | 38 anni | Cantante e fotografa | Sposati          | Divorziati          | Divorziati    |
| 1      | Stefano Soban     | 39 anni | Gelatiere            | Sposati          | Divorziati          | Divorziati    |
| 2      | Sara Giacomini    | 33 anni | Architetto           | Sposati          | Sposati             | Divorziati    |
| 2      | Steven Hutchinson | 38 anni | Capotreno            | Sposati          | Sposati             | Divorziati    |
| 3      | Francesca Musci   | 29 anni | Operaia              | Sposati          | Sposati             | Divorziati    |
| 3      | Stefano Protaggi  | 29 anni | Maître d'Hotel       | Sposati          | Sposati             | Divorziati    |

## Ascolti
| Puntata | Messa in onda  | Telespettatori | Share |
| ------- | -------------- | -------------- | ----- |
| 1       | 13 aprile 2017 | 203.000        | 0,80% |
| 2       | 13 aprile 2017 | 234.000        | 1,10% |
| 3       | 20 aprile 2017 | 314.000        | 1,00% |
| 4       | 20 aprile 2017 | 278.000        | 1,00% |
| 5       | 27 aprile 2017 | 375.000        | 1,50% |
| 6       | 27 aprile 2017 | 251.000        | 1,20% |
| 7       | 4 maggio 2017  | 376.000        | 1,50% |
| 8       | 4 maggio 2017  | 251.000        | 1,20% |
| 9       | 11 maggio 2017 | 369.000        | 1,50% |
| 10      | 18 maggio 2017 | 389.000        | 1,60% |
| Media   | Media          | 304.000        | 1,12% |